# Iván Ramis Barrios
Iván Ramis Barrios (nascut el 25 d'octubre de 1984 a Sa Pobla) és un exfutbolista professional mallorquí que jugava com a defensa central.